# Into the Mirror
Into the Mirror (거울 속으로?, Geoul sokeuro) è un film horror coreano del 2003, scritto e diretto da Kim Sung-ho.
Nel 2008 il regista Alexandre Aja ha diretto il film Riflessi di paura, remake di questa pellicola.

## Trama
Dopo l'accidentale morte del suo collega Young-ho, tenuto in ostaggio da un criminale, il detective Woo Young-min lascia il proprio incarico sentendosi responsabile della tragedia, per trovare lavoro nella SecuZone, un istituto di vigilanza privato. Woo Young-min viene assegnato al grande magazzino Dreampia, gestito proprio da suo zio Jeon-il Sung. L'edificio è stato ricostruito dopo che un incendio l'aveva distrutto l'anno prima, uccidendo una giovane dipendente. Dreampia viene riaperto tra polemiche e proteste, in particolare dei familiari della vittima ai quali è stato rifiutato un risarcimento.
Quando uno dei dipendenti del negozio muore in circostanze misteriose, Woo decide di indagare per conto proprio, mentre le indagini ufficiali sono affidate al detective Ha Hyun-Su, in diretto contrasto con Woo che continua ad accusare della morte di Young-ho, ed alla sua assistente Park. Mentre altre morti misteriose si susseguono all'interno del grande magazzino, Woo conosce Lee Ji-hyun, sorella gemella di Lee Jeong-hyun, convinta che sua sorella non morì nell'incendio, ma è intrappolata negli specchi. Ha Hyun-Su invece è convinto che la giovane sia la serial killer.
Un intreccio di colpi di scena e di rivelazioni su illeciti del direttore del grande magazzino, Choi, porta alla scoperta del responsabile dell'incendio dell'anno prima e dei misteri che esso tentava di nascondere, nonché alla scoperta del mistero della fine della sorella gemella di Lee Ji-hyun.